# Edmundo
Edmundo, teljes nevén: Edmundo Alves de Souza Neto (Niterói, 1971. április 2. –), brazil válogatott labdarúgó.
A brazil válogatott tagjaként részt vett az 1993-as, az 1995-ös és az 1997-es Copa Américán, az 1998-as CONCACAF-aranykupán és az 1998-as világbajnokságon.

## Sikerei, díjai
Vasco da Gama
- Brazil bajnok (1): 1997
- Carioca bajnok (1): 1992

Palmeiras
- Brazil bajnok (2): 1993, 1994
- Paulista bajnok (2): 1993, 1994
- Torneio Rio-São Paulo (1): 1993

Brazília
- Világbajnoki döntős (1): 1998
- Copa América (1): 1997
- CONCACAF-aranykupa bronzérmes (1): 1998

Egyéni
- Bola de Ouro (1): 1997
- A brazil bajnokság gólkirálya (1): 1997 (29 gól)
- A brazil kupa gólkirálya (1):2008 (6 gól)